# Thalkirchen-Obersendling-Forstenried-Fürstenried-Solln
Thalkirchen-Obersendling-Forstenried-Fürstenried-Solln, Stadtbezirk 19 Thalkirchen-Obersendling-Forstenried-Fürstenried-Solln – 19. okręg administracyjny Monachium, w Niemczech, w kraju związkowym Bawaria. W 2013 roku okręg zamieszkiwało 90 790 mieszkańców.